# ☆HOSHINO
☆HOSHINO（ほしの、1994年8月15日 - ）は、日本の元グラビアアイドル。旧芸名は星野恵、星野愛実。
アイドル時代は「星野恵」名義でよしもとグラビアエージェンシーに、「星野愛実」名義で仮面女子（アーマーガールズ）にそれぞれ所属した後、グラビアアイドル時代は2017年から2020年までR・I・Pに所属し、芸能活動を休止した。
グラビアアイドル時代はR・I・Pに「脱いだらスゴイ！スレンダーGカップ」とのキャッチコピーで謳われるGカップバストに加え、各メディアに「今ドキの巨乳系女子大生」とのキャッチコピーでも謳われるなど、現役女子大生であることも売りとなっており、2018年2月時点で女子大学への在学を経て、2019年3月に卒業している。

## 略歴

### アイドルデビュー、卒業を経て一時休業
2012年6月8日、「星野恵」としてよしもとグラビアエージェンシーのアイドルグループ「YGA」に9期生として加入。同日に開催されたお披露目会見に登壇し、5期のオーディションでの落選が悔しくて再挑戦した結果との旨を明かした。
2013年3月3日、YGAでの活動を「全員卒業」との形で終了。同年10月5日、「星野愛実」に改名してアリスプロジェクトに移籍し、10月24日に「スライムガールズ」としてステージデビューすると、11月24日には「ぱー研！」に昇格した。
2013年12月31日、第3の仮面アイドルユニット「アーマーガールズ」の初期メンバーに選ばれた。
2014年2月、仮面女子のメンバーとしてステージデビューを果たすが、同年5月以降は次第に学業との両立ができなくなって休養や復帰、生誕祭を経て悩み始め、11月29日には学業（この時点で大学2年生）に専念するために仮面女子およびアーマーガールズを卒業することを発表し、12月13日に開催された卒業式イベントをもって卒業した。
2015年6月3日、アリスプロジェクトを退社。芸能界を引退し、普通の女子大生としてキャンパスライフを送る。引退はアイドル活動ですべてをやり切って疲れ果ててしまったためであり、それから2年間ほどはアルバイトしながら自宅にて静かに暮らしていた。

### グラビアアイドルデビュー、R・I・P GIRLSとしても活動
2017年4月、「やっぱつまんないな、人生」「何かを変えなきゃ、何かを変えたい」との思いに至り、同じくアーマーガールズのメンバーだった天木じゅんの活動に活路を見い出したことから、アイドルオーディション「第8回ミスヤングチャンピオン」（秋田書店）にエントリーしたところ、R・I・Pにスカウトされて所属し、現役女子大生のグラビアアイドル「☆HOSHINO」に改名して芸能界に復帰する。
2017年8月9日、男性向け週刊誌『週刊プレイボーイ』（集英社）の増刊『週刊プレイボーイ グラビアスペシャル増刊SUMMER 2017』にて同じくR・I・Pに所属するグラビアアイドルの先輩たち（橋本梨菜、犬童美乃梨、森咲智美、葉月あや、桜井えりな、今野ゆい、夏希リラ）と共に「R・I・P軍団」と称され、ビキニ姿で「週プレ酒場コラボグラビア」を披露する。
2017年8月25日、1stDVD『ミルキー・グラマー』（竹書房）を発売する。同年9月17日に開催されたその発売記念イベントでは、アイドル時代には見せなかった90センチメートルのGカップバストを劇中にてさまざまな水着姿で露わにするなどの意欲を見せた結果、達成感に至ったとの旨を明かす。
2017年10月23日、青年向け漫画雑誌『週刊ヤングマガジン』同年47号（講談社）の巻末グラビアをビキニ姿やランジェリー姿で飾り、「グラドルの登竜門」とも称される同誌への初登場を果たして話題となる。同年12月9日、アイドルグラビア雑誌『BOMB』2018年1月号（学研プラス）の巻中グラビアをビキニ姿で飾り、インタビューと合わせての初登場で大々的にピックアップされる。
2017年12月13日、劇団TEAM-ODACの舞台『小さな結婚式〜いつか、いい風は吹く〜（再演）』に出演し、舞台初出演を果たす。
2017年12月26日、自身と同様にGカップバストを謳われる橋本、犬童、森咲、葉月と共に結成されたユニット「R・I・P GIRLS」（リップガールズ）のメンバーとして、男性向け雑誌『EX MAX!』2018年2月号（ぶんか社）の表紙と巻頭グラビアを5人のビキニ姿で飾る。2017年12月29日、写真週刊誌『FRIDAY』（講談社）の増刊『FRIDAYダイナマイト』2018年1月12日号の巻中グラビアを5人のビキニ姿で飾った後、2018年1月5日発売の『FRIDAY』同年1月19日号でも巻中グラビアを5人のビキニ姿で飾り、両号とも合計445センチメートルのバストサイズを謳われる。

### 各誌への初登場、写真集やDVDの快調
2018年2月20日、写真週刊誌『FLASH』同年3月6日号（光文社）の巻中グラビアをビキニ姿で飾り、プライベートを思わせるショットや下乳の披露も交えての初登場を果たす。同年3月22日、青年向け漫画雑誌『月刊ヤングマガジン』同年4号（講談社）の巻末グラビアをビキニ姿で飾り、『週刊ヤングマガジン』に再登場した際（同年11号）の反響を受けての初登場を果たす。5月1日、青年向け漫画雑誌『別冊ヤングチャンピオン』同年6月号（秋田書店）の表紙と巻頭グラビアをビキニ姿で飾り、雑誌表紙への単独初登場を果たす。5月28日、青年向け漫画雑誌『週刊ビッグコミックスピリッツ』同年26号（小学館）の巻中グラビアをビキニ姿で飾り、同誌への初登場を果たす。6月19日、青年向け漫画雑誌『漫画アクション』同年7月3日号（双葉社）の巻中グラビアをビキニ姿で飾り、同誌への初登場を果たす。
2018年6月21日、2ndDVD『☆ほしのにっき』（イーネット・フロンティア）を発売する。同年7月7日に開催されたその発売記念イベントでは、酔ってノーブラのドレス姿で先輩に大胆な行動を取るシーンや、回想中に女子高生の制服のボタンを自分で外して脱いでいくシーンを注目のシーンとして挙げる。
2018年8月1日、カー雑誌『カスタムCAR』同年9月号（芸文社）の表紙をビキニ姿で飾り、カバーガールとして各グラビアに彩りを添える。同年11月6日、週刊誌『週刊アサヒ芸能』同年11月15日号（徳間書店）の表紙をドレス姿で飾り、巻中グラビア共々初登場を果たす。
2019年1月6日、R・I・P GIRLSの新春晴れ着撮影会に登壇し、その開催前の囲み取材に「大学卒業後はグラビア1本で頑張りつつ、芝居も頑張る1年にしたい」「結婚願望はまだないが、料理教室に通ったり保育士免許を勉強したりと花嫁修業中」との旨を答える。
2019年4月8日、『週刊ビッグコミックスピリッツ』同年19号の表紙と巻頭グラビアを飾り、大学卒業を機に1st写真集『☆☆☆〜ほしみっつ〜』（小学館）の発売が決定したことを明かす。19号でのさまざまな水着姿は後日（同年5月30日）に発売される同写真集からの先行公開でもあり、6月9日に開催されたその発売記念イベントでは、同写真集にて披露した手ブラ姿や泡ブラ姿など艶姿のうち、「☆」にちなんでのヒトデブラ姿については、ほぼ裸の状態ゆえに背徳感みたいなものもあったとの旨のほか、ファンや親戚に肌の露出度の高さを心配されたが、天木や鈴木ふみ奈には光の入り方などを褒めてもらえたとの旨を明かす。
2019年5月7日（6日深夜）、インターネット配信番組『スピードワゴンの月曜The NIGHT』 (AbemaTV) にスタジオゲストとして出演し、自身の仮楽屋に置いてきた私物の数々を同室内にて篠宮暁（オジンオズボーン）やくぼた隆政（いち・もく・さん）に弄ばれた結果、実家への帰宅を望むほどの悲鳴を上げる。
2019年7月19日、3rdDVD『そばにいてほし〜の』（イーネット・フロンティア）を発売する。同年8月10日に開催されたその発売記念イベントでは、今春に自身が大学を卒業したことに絡めて「彼氏と内緒の卒業旅行」をテーマとした「大人のエロさ」を出せたとの旨を明かす。
2019年8月3日、『週刊アサヒ芸能』の増刊『アサ芸Secret!』59号の巻中グラビアを「恒星のヴィーナス」のキャッチコピーと共に飾り、全身にオイルを塗ったビキニ姿での大胆なポーズが好評を得る。
2019年8月29日、アイエス・フィールドの朗読劇『Greif 2』に劇中において活躍するグラビアアイドルたち12人のうち1人として出演する。同年8月27日、『FLASH』同年9月10日号の巻中グラビアを12人のユニフォーム水着姿で飾る。8月30日、自身と同じくキャストのBチームの面々と共に6人で囲み取材に応じ、自身は「声だけでの表現が大変だったが、頑張ってこられた」との旨を答える。

### 母性への目覚め、R・I・Pからの退所、海外への出発
2019年9月8日、ニュースサイト「Sirabee」 (NEWSY) によるインタビューに応じ、天木との親友ぶりや最近は母性に目覚めてきたことを明かしたほか、大学卒業によって「現役女子大生」の肩書きを使えなくなった現状への不安が1st写真集や3rdDVDの出来によって払拭され、自信を得たことを明かす。
2019年10月15日、青年向け漫画雑誌『ヤングキング』同年21号（少年画報社）の巻頭グラビアをビキニ姿で飾り、同誌への初登場を果たすと共にバスルームでの下着姿が好評を得る。
2019年11月20日、4thDVD『奥様は☆HOSHINOちゃん』（ラインコミュニケーションズ）を発売する。同年12月7日に開催されたその発売記念イベントでは、シャワーで濡れて透けたTシャツ姿やほぼ裸にエプロン姿、セクシーな赤い下着姿や初めてのアイス舐めなどで夫を誘う新妻役を演じるに際し、自身の母を参考にしたとの旨を明かす。
2019年12月10日、『週刊アサヒ芸能』同年12月19日号の表紙をドレス姿で飾る。同号の発売に先駆け、同年11月7日には撮影中の光景を自身のInstagramにて公開するほど撮影を楽しんでいたが、結果的にこれがR・I・P所属中における最後の表紙となった。
2019年12月22日、「R・I・P／R・I・P youth クリスマスセッション撮影会」にクリスマスを意識した衣装姿で登壇し、自身は思い出が増えたとの旨や来年にまた会えるとの旨を述べる。2020年1月5日、「R・I・P／R・I・P youth 2020年新年撮影会」にビキニ姿で登壇し、自身は芝居を勉強しているとの旨や女優を目標としているとの旨を今年の抱負として述べる。しかし、それ以降の芸能活動は『アサ芸Secret!』にて以前に発表された橋本とのセーラー服姿での共演グラビアを収録して同年1月4日に発売されたムック『アサ芸Secret!スペシャル 姉セーラーVol.3』を最後に実質上の休止へ転じており、休止期間中の3月27日には地元にてコロナ（の流行）が落ち着くのを待ちつつ母と暮らす日々を送るとの旨や、芸能活動を再開しないのは「大人の事情」によるものであるとの旨を、自身のInstagramにて明かしている。
2020年7月7日、同年6月28日をもってR・I・Pを円満退所したことを、自身のSNSで報告する。半年以上前からR・I・Pの社長やマネージャーと話し合いを重ねており、アメリカへの留学を視野に入れて契約満了につき円満退所に至ったという。その後は芸能活動を休止していたが、留学がコロナ禍の影響で延期となった後、同年12月25日にはiDEALの主催による単独撮影会に参加した。
2021年12月26日、昨年と同様にiDEALの主催による単独撮影会に参加した後、海外へ出発した。それに先駆け、同年12月9日には1年以上戻る予定はないとの旨のツイートを行っていたほか、2022年8月19日には留学先からツイートを行っていた。
2023年11月20日、R・I・Pからの退所報告以来3年4か月ぶりにInstagramを更新し、これまでトランク1つだけを持って世界中を旅していたことを報告した。

## 人物
- 趣味は一人旅[104]、料理[104][105]。
  - 一人旅については、2018年3月時点ではニューヨークやタイ、香港やマカオに行った経験を持つ[104]ほか、同年11月時点ではインドにも行った経験を持つ[26]。大好きなあまり、ニューヨークやインドへの際には給料を全部つぎ込んだこともあるが、そういった行為は「後戻りできないからこそ瞬間にお金を使い、楽しい思い出を全力で積み重ねよう」との決意による旨を述べている[26]。
  - 料理については、和食を作るのが好き[104]。また、マニアックに追及しており、味を家庭でも再現するべく徹底研究して会得した屋台の焼きそばを作るのが得意との旨を述べている[105]。
- 家族については、広末涼子似の母[80]と3歳年上の兄[5][6]の存在を明かしている。特に、兄のことは優しく頼れる大好きな存在であり、究極にして理想の男性との旨を述べている[5][6]。
- Gカップバストについては、大学に入ってから急成長したものであり、祖母からの隔世遺伝であるとの旨を述べている[8]。かつて、大学時代に友人と共にブラジャーを購入する際にはCカップと思い込んでいたが、友人にもっとあると言われて店員に調べてもらった結果、Gカップと判明して友人にグラビア活動を勧められたという[106]。そもそも、昔から胸が大きいのがコンプレックスとなっており、高校時代でもそれなりに大きかったがAカップと言い切っていたうえ、少し前（「☆HOSHINO」への改名前）まではEカップを自称するだけでなく、抵抗感から髪型をベリーショートにしていた[104]。しかし、R・I・Pに所属する際にはその時点で20歳を過ぎていて前ほど胸を気にしなくなっていたうえ、社長から「その胸、武器になるよ」と言われて前向きになれたという[104]。なお、2019年時点では昔から好きなスポーツ（新体操、ソフトボール、ソフトテニス、陸上など）で付けた筋肉が活かされているため、メリハリのある身体を維持する努力は特にしていないと述べている[5][6]。
- グラビア活動については、幼少時からの憧れだったうえ、兄の持つ少年誌のお古を貰っては当時の人気グラビアアイドルの掲載ページをスクラップブックに収集していたが、そういった憧れを周囲には打ち明けられなかった[5][6]。なお、新人だった当初は簡単かと思っていたが、実際には撮影に臨むと凄く難しいものの奥が深く、やりがいがあって楽しいうえ、新しい自分を好きになれるきっかけになったという[17]。
- 女子大学については、家庭科にて花嫁修業になりそうな栄養学や保育学を熱心に勉強していた[5][6]。卒業後も芸能界を選択したことには不安もあったが、他人と比べず影響されないようにとの思いから、SNSでは他人をフォローすることは止めて自分と向き合うことにしたという[5][6]。なお、在学中は周囲に明るい髪色の人がおらず自身は浮かないよう黒髪にしていたため、その制約がなくなった卒業後は明るくしたことを、『奥様は☆HOSHINOちゃん』の発売記念イベントの際に明かしている[79]。
- 天木じゅんとは共にアイドル時代を経験したほか、隠し事もせず互いの自宅に泊まったり、誕生日会で祝ってもらえたりするほどの親友であり、後に自身が25歳になった際には誕生日プレゼントに入っていた手紙の内容に感動して泣かされたとの旨を述べている[73]。

## 出演

### 舞台
- 小さな結婚式〜いつか、いい風は吹く〜（再演）（2017年12月13日 - 12月17日、劇団TEAM-ODAC、スペース・ゼロ） - 夏野愛 役[30][31]
- Greif 2（2019年8月29日 - 9月1日、アイエス・フィールド、千本桜ホール）[69][70]

### インターネット配信
- スピードワゴンの月曜The NIGHT（2019年5月7日〈6日深夜〉、AbemaTV） - スタジオゲスト[63]

## 作品

### イメージDVD
太字のものはBD版同時発売。
- ミルキー・グラマー（2017年8月25日、竹書房）[8][27]
- ほしのにっき（2018年6月21日、イーネット・フロンティア）[50][51]
- そばにいてほし〜の（2019年7月19日、イーネット・フロンティア）[64][65]
- 奥様は☆HOSHINOちゃん（2019年11月20日、ラインコミュニケーションズ）[77][78]

### デジタル写真集
- FRIDAYデジタル写真集 リップガールズ G乳乱舞（2018年3月9日、講談社、撮影：LUCKMAN） ※森咲智美、橋本梨菜、犬童美乃梨、葉月あや、☆HOSHINOによる合同写真集[36][37]。
- ★HOSHINO もぎたて！ Bamboo e-Book（2018年5月8日、竹書房）[107]
- ヤングチャンピオンデジグラ ☆HOSHINO 五ツ星（2018年8月1日、秋田書店、撮影：LUCKMAN）[108]
- ワンコ☆スター！ ☆HOSHINO1 [sabra net e-Book]（2019年6月28日、小学館）[109]
- ワンコ☆スター！ ☆HOSHINO2 [sabra net e-Book]（2019年6月28日、小学館）[110]
- ワンコ☆スター！ ☆HOSHINO DX [sabra net e-Book]（2019年6月28日、小学館） ※『ワンコ☆スター！ ☆HOSHINO1』と『同2』を1冊にまとめたデラックス版[111]。
- スピ/サングラビアフォトブック ☆HOSHINO ☆☆☆〜ほしみっつ〜（2019年7月22日、小学館、撮影：井上たろう） ※後述の『☆☆☆〜ほしみっつ〜 ☆HOSHINOファースト写真集』の未収録カットを収録したデジタル版[112]。
- ☆HOSHINO リゾート in Gカップ ☆HOSHINO3 [sabra net e-Book]（2019年10月18日、小学館）[113]
- ☆HOSHINO リゾート in Gカップ ☆HOSHINO4 [sabra net e-Book]（2019年10月18日、小学館）[114]
- ☆HOSHINO リゾート in Gカップ ☆HOSHINO DX [sabra net e-Book]（2019年10月18日、小学館） ※『☆HOSHINO リゾート in Gカップ ☆HOSHINO3』と『同4』を1冊にまとめたデラックス版[115]。
- ☆HOSHINOファースト写真集☆☆☆（2019年11月29日、小学館、撮影：井上たろう） ※後述の『☆☆☆〜ほしみっつ〜 ☆HOSHINOファースト写真集』のデジタル版[116]。
- ☆HOSHINO 僕のお星さま BOMBデジタル写真集（2020年5月9日、ワン・パブリッシング、撮影：矢西誠二）[117]
- 三ツ星セクシー ☆HOSHINO5 [sabra net e-Book]（2020年6月26日、小学館）[118]
- 三ツ星セクシー ☆HOSHINO6 [sabra net e-Book]（2020年6月26日、小学館）[119]
- 三ツ星セクシー ☆HOSHINO DX [sabra net e-Book]（2020年6月26日、小学館） ※『三ツ星セクシー ☆HOSHINO5』と『同6』を1冊にまとめたデラックス版[120]。
- 青春タイムスリップ〜橋本梨菜＆☆HOSHINO編〜 姉セーラースペシャル アサ芸Secret!デジタル写真集（2020年7月22日、徳間書店、撮影：原田武尚） ※橋本との合同写真集[121]。
- 青春タイムスリップ〜☆HOSHINO編〜 姉セーラースペシャル アサ芸Secret!デジタル写真集（2020年7月22日、徳間書店、撮影：原田武尚）[122]
- アルペン・エロス ☆HOSHINO7 [sabra net e-Book]（2020年9月11日、小学館）[123]
- アルペン・エロス ☆HOSHINO8 [sabra net e-Book]（2020年9月11日、小学館）[124]
- アルペン・エロス ☆HOSHINO DX [sabra net e-Book]（2020年9月11日、小学館） ※『アルペン・エロス ☆HOSHINO7』と『同8』を1冊にまとめたデラックス版[125]。

### 写真集
- リップガールズ G乳乱舞 SPECIAL EDITION（2018年8月31日、講談社、撮影：西條彰仁、佐藤裕之、LUCKMAN、佐藤佑一） ISBN 978-4-06-513401-6 ※前述のデジタル版『G乳乱舞』の大人気を受けて制作された書籍版であり、デジタル版にない特別カットも収録されている[126][127][128]。
- ☆☆☆〜ほしみっつ〜 ☆HOSHINOファースト写真集（2019年5月30日、小学館、撮影：井上たろう） ISBN 978-4-09-682295-1[57][62]

### カレンダー
- ☆HOSHINO カレンダー 2019（2018年9月29日、トライエックス）[129][130]
- ☆HOSHINO カレンダー 2020（2019年10月26日、トライエックス）[131][132]

## その他
- 月刊自家用車2019年10月号（2019年8月26日、内外出版社） - 「のんびり走る、ガールズドライブ」第39回モデル[105][133]